# Коробки (Валківський район)
Коробки — колишнє село в Валківському районі Харківської області, підпорядковувалося Мельниківській сільській раді.
1987 року в селі проживало 10 людей. 1997 року приєднане до села Нестеренки.

## Принагідно
- Перелік актів, за якими проведені зміни в адміністративно-територіальному устрої України
- Мапіо